# Patate dauphine
Le patate dauphine, una specialità culinaria francese, sono delle pallottole a base di pasta choux mescolata a purè di patate. Tipicamente fritte in olio, ma esistono anche delle varianti cotte in forno.
L'espressione "pommes dauphine" è datata 1891 e sarebbe apparso nel 1864 nella forma "pommes de terre à la dauphine".
"Dauphine" fa riferimento alla moglie del delfino di Francia, l'erede al trono durante l'ancien régime.